# Benenden school
Benenden School  är en internatskola för flickor, belägen i Kent, i England. Till skolans kända alumni hör Prinsessan Anne, Princess Royal, Victoria Hervey och Rachel Weisz. 
Skolbyggnaden är en viktoriansk herrgård som byggts om och ut för att passa till skolans ändamål.
Skolan grundades år 1923 och tar endast emot internatelever. Eleverna är i åldrarna 11 - 18.